# Derrick Etienne
Derrick Etienne (Richmond, Virginia, 1996. november 25. –) amerikai születésű haiti válogatott labdarúgó, a Toronto csatára.

## Pályafutása

### Klubcsapatokban
Etienne a Virginia állambeli Richmond városában született. Az ifjúsági pályafutását a New York Red Bulls akadémiájánál kezdte.
2014-ben mutatkozott be a New York Red Bulls tartalék, majd 2016-ban az észak-amerikai első osztályban szereplő első csapatában. Először a 2016. augusztus 4-én, Antigua elleni CONCACAF Bajnokok Ligája mérkőzés 70. percében Shaun Wright-Phillips cseréjeként lépett pályára. A ligában 2016. szeptember 11-én, a DC United elleni találkozó 86. percében Daniel Royert váltva debütált. Első gólját 2018. március 31-én, az Orlando City ellen 4–3-ra elvesztett mérkőzésen szerezte. A 2019-es szezon második felében a Cincinnati csapatát erősítette kölcsönben.
2020. február 4-én a Columbus Crew szerződtette. Először a 2020. március 8-ai, Seattle Sounders elleni mérkőzés 66. percében Luis Díaz cseréjeként lépett pályára. Első gólját 2020. augusztus 21-én, a Chicago Fire ellen 3–0-ás győzelemmel zárult találkozón szerezte. A 2020-as MLS-kupa döntőjében, a Seattle Sounders ellen 3–0-ra megnyert mérkőzésen Etienne is betalált egyszer a hálóba, így hozzájárulva a klub második MLS-kupa győzelméhez. 2022. november 30-án az Atlanta Unitedhez írt alá. 2024. április 23-án a Toronto szerződtette.

### A válogatottban
Etienne az U17-es, az U20-as és U23-as korosztályokban is képviselte Haitit.
2016-ban debütált a haiti válogatottban. Először a 2016. november 9-ei, Francia Guyana elleni mérkőzés 74. percében Duckens Nazont váltva lépett pályára. Első válogatott gólját 2017. január 8-án, Trinidad és Tobago ellen 4–3-re megnyert Aranykupa-selejtezőn szerezte.

## Statisztikák
2024. augusztus 9. szerint
| Klub                    | Szezon   | Osztály  | Bajnokság | Bajnokság | Kupa  | Kupa | Nemzetközi | Nemzetközi | Összesen | Összesen |
| Klub                    | Szezon   | Osztály  | Meccs     | Gól       | Meccs | Gól  | Meccs      | Gól        | Meccs    | Gól      |
| ----------------------- | -------- | -------- | --------- | --------- | ----- | ---- | ---------- | ---------- | -------- | -------- |
| New York Red Bulls      | 2016     | MLS      | 1         | 0         | 0     | 0    | 4          | 0          | 1        | 0        |
| New York Red Bulls      | 2017     | MLS      | 19        | 0         | 1     | 0    | —          | —          | 20       | 0        |
| New York Red Bulls      | 2018     | MLS      | 34        | 5         | 2     | 0    | 5          | 0          | 41       | 5        |
| New York Red Bulls      | 2019     | MLS      | 11        | 1         | 0     | 0    | 2          | 0          | 11       | 1        |
| Cincinnati (kölcsönben) | 2019     | MLS      | 5         | 0         | 0     | 0    | —          | —          | 5        | 0        |
| Columbus Crew           | 2020     | MLS      | 24        | 2         | 0     | 0    | —          | —          | 24       | 2        |
| Columbus Crew           | 2021     | MLS      | 29        | 1         | 0     | 0    | 3          | 0          | 32       | 1        |
| Columbus Crew           | 2022     | MLS      | 33        | 9         | 2     | 1    | —          | —          | 35       | 10       |
| Atlanta United          | 2023     | MLS      | 23        | 0         | 1     | 0    | 1          | 0          | 25       | 0        |
| Atlanta United          | 2024     | MLS      | 2         | 0         | 0     | 0    | 0          | 0          | 2        | 0        |
| Toronto                 | 2024     | MLS      | 17        | 3         | 3     | 1    | 3          | 1          | 23       | 5        |
| Összesen                | Összesen | Összesen | 198       | 21        | 9     | 2    | 18         | 1          | 225      | 24       |

### A válogatottban

#### Góljai a válogatottban
| # | Időpont              | Helyszín                                                    | Ellenfél                              | Gólok | Eredmény | Kiírás                                |
| - | -------------------- | ----------------------------------------------------------- | ------------------------------------- | ----- | -------- | ------------------------------------- |
| 1 | 2017. január 8.      | Ato Boldon Stadion, Couva, Trinidad és Tobago               | Trinidad és Tobago                    | 1–1   | 4–3      | 2017-es CONCACAF-aranykupa            |
| 2 | 2018. szeptember 10. | Stade Sylvio Cator, Port-au-Prince, Haiti                   | Sint Maarten                          | 10–0  | 13–0     | 2019–2020-as CONCACAF-nemzetek-ligája |
| 3 | 2018. november 17.   | Nemzeti Stadion, Managua, Nicaragua                         | Nicaragua                             | 2–0   | 2–0      | 2019–2020-as CONCACAF-nemzetek-ligája |
| 4 | 2021. június 8.      | Stade Sylvio Cator, Port-au-Prince, Haiti                   | Nicaragua                             | 1–0   | 1–0      | 2022-es VB-selejtező                  |
| 5 | 2021. július 2.      | DRV PNK Stadion, Fort Lauderdale, Amerikai Egyesült Államok | Saint Vincent és a Grenadine-szigetek | 3–0   | 6–1      | 2021-es CONCACAF-aranykupa            |
| 6 | 2022. június 11.     | Nemzeti Stadion, Georgetown, Guyana                         | Guyana                                | 4–1   | 6–2      | 2022–2023-as CONCACAF-nemzetek-ligája |
| 7 | 2022. június 11.     | Nemzeti Stadion, Georgetown, Guyana                         | Guyana                                | 5–1   | 6–2      | 2022–2023-as CONCACAF-nemzetek-ligája |
| 8 | 2023. március 25.    | Blakes Estate Stadion, Lookout, Montserrat                  | Montserrat                            | 3–0   | 4–0      | 2022–2023-as CONCACAF-nemzetek-ligája |

## Sikerei, díjai
New York Red Bulls
- US Open Cup
  - Döntős (1): 2017

 Columbus Crew
- MLS
  - Bajnok (1): 2020

- Campeones Cup
  - Győztes (1): 2021

 Toronto
- Canadian Championship
  - Döntős (1): 2024